# Hanušovice
Hanušovice (deutsch Hannsdorf) ist eine Stadt in Tschechien. Sie liegt 13 Kilometer nördlich von Šumperk und gehört zum Okres Šumperk.

## Geographie
Hanušovice befindet sich südlich des Glatzer Schneegebirges am Rande des Hannsdorfer Berglandes. Die Stadt liegt an der Einmündung der Branná (Mittelbordbach) in die March und erstreckt sich in Nord-Süd-Richtung in den Tälern des Hanušovický potok (Hannsdorfer Bach) und der March. Südlich liegt die Ruine der Burg Fürchtenberg. Im Nordosten erhebt sich der Hanušovický vrch (Buschberg, 658 m), südöstlich die Pršná (Lauterberg, 642 m) und im Südwesten die Vršava (Römerberg, 665 m) und der Spáleniště (Brandberg, 717 m)
Nachbarorte sind Vysoké Žibřidovice und Habartice im Norden, Jindřichov, Pleče und Pusté Žibřidovice im Nordosten, Potůčník und Hynčice nad Moravou im Südosten, Holba im Süden, Na Vinici, Počátky und Křivá Voda im Südwesten, Vlaské im Westen sowie Žleb im Nordwesten.

## Geschichte
Joannis villa wurde erstmals am 3. Mai 1325 erwähnt, als der Ritter Hanß von Wustehube auf Goldenstein den Ort zusammen mit weiteren Dörfern um Goldeck dem Kloster Kamenz überließ. In der Gründungsurkunde des Bistums Litomyšl von 1351 ist die Existenz einer Pfarrkirche in Hannsdorf belegt. Nachdem die Herrschaft Goldenstein das Dorf wiedererlangt hatte, erfolgte der Ausbau des Ortes zum südlichen Wirtschaftszentrum der Herrschaft.
Der Hannsdorfer Richter wurde 1439 mit weitreichenden Privilegien ausgestattet. Während der ungarischen Machtansprüche auf die böhmische Krone wurde Hanussowicze zerstört.
Erneut niedergebrannt wurde der Ort in der nachfolgenden Fehde zwischen Hynek von Zwole auf Goldenstein mit Georg dem Älteren Tunkl von Brníčko auf Zábřeh.
Im 16. Jahrhundert erfolgte der Wiederaufbau des Ortes. Der ursprüngliche Ort erstreckte sich entlang des Hannsdorfer Baches (Hanušovický potok) bis zu dessen Mündung in die Branná.
Nach der Aufhebung der Patrimonialherrschaften bildete Hannsdorf eine Gemeinde im Bezirk Mährisch Schönberg. In der zweiten Hälfte des 19. Jahrhunderts begann die Ansiedlung von Industrie. 1852 wurde ein Flachsverarbeitungsbetrieb gegründet und wenig später errichtete der Mährisch Schönberger Unternehmer Eduard Oberleithner zwei Flachsspinnereien in Hannsdorf und Halbseit. Er baute die Betriebe weiter aus und in den 1870er Jahren gehörten sie mit 800 Arbeitern zu den größten ihrer Art in Mähren und Schlesien und waren zudem die modernsten in der ganzen k.k. Monarchie.
1874 errichtete Josef Mullschitzký in Halbseit die Brauerei von Mullschitzký & Comp. zu Hannsdorf-Halbseit, die ab 1882 als Brauerei von Chiari & Co. zu Hannsdorf-Halbseit firmierte. In dieser Zeit wurde das Dorf zu einem Eisenbahnknotenpunkt in Nordmähren. 1873 wurde die Strecke Sternberg – Mährisch Schönberg – Grulich eingeweiht, die sich in Hannsdorf mit der zwischen 1883 und 1888 erbauten Strecke Olmütz – Freiwaldau – Bad Ziegenhals kreuzt. 1893 lebten in Hannsdorf 877 Menschen.
1905 entstand die Lokalbahn Hannsdorf–Mährisch Altstadt. Zu Beginn des 20. Jahrhunderts siedelten sich in Hannsdorf und Halbseit weitere Betriebe zur Verarbeitung landwirtschaftlicher Produkte sowie eine Lederwarenfabrik, Sägemühle und Mineralwasserfabrik an. Außerdem wurden Steinbrüche betrieben.
1923 wurden Halbseit/Holba und Hannsdorf zusammengeschlossen und der Ort zur Minderstadt erhoben. 1930 hatte Hannsdorf 3351 Einwohner. In dem überwiegend deutsch besiedelten Ort lebte eine starke tschechische Minderheit, der 566 Personen angehörten, die vor allem bei der Eisenbahn tätig waren.
Infolge des Münchner Abkommens wurde Hannsdorf 1938 dem Deutschen Reich angeschlossen und gehörte bis 1945 zum Landkreis Mährisch Schönberg. 1939 lebten in dem Ort 2995 Menschen. Während des Zweiten Weltkrieges wurden in Hannsdorf ein Kriegsgefangenenlager errichtet, außerdem wurde in der Hannsdorfer Spinnerei ein Außenlager des KZ Groß Rosen eingerichtet, in dem 250 polnische Jüdinnen zur Zwangsarbeit untergebracht wurden. 1945/46 erfolgte die Vertreibung der deutschmährischen Bewohner.
1949 wurde Hynčice nad Moravou eingemeindet und 1975 das Dorf Kopřivná, das seit 1991 wieder selbständig ist. Im Jahre 1975 wurde Hanušovice zur Stadt erhoben. Seit 1976 gehört auch Vysoké Žibřidovice mit dem Ortsteil Žleb zur Stadt. Im Ort ist die Brauerei Holba ansässig.

## Bürgermeister
- 1919 bis 1925 Johann Theuner, Oberlehrer
- 1925 bis 1938 Karl Röttel, Flachshändler
- 1938 bis 1945 Hubert Radl, Apotheker

## Gemeindegliederung
Zur Stadt Hanušovice gehören die Ortsteile Hynčice nad Moravou (Heinzendorf an der March), Potůčník (Lauterbach), Vysoké Žibřidovice (Hohenseibersdorf) und Žleb (Waltersdorf) sowie die Ortslage Holba (Halbseit).

## Sehenswürdigkeiten

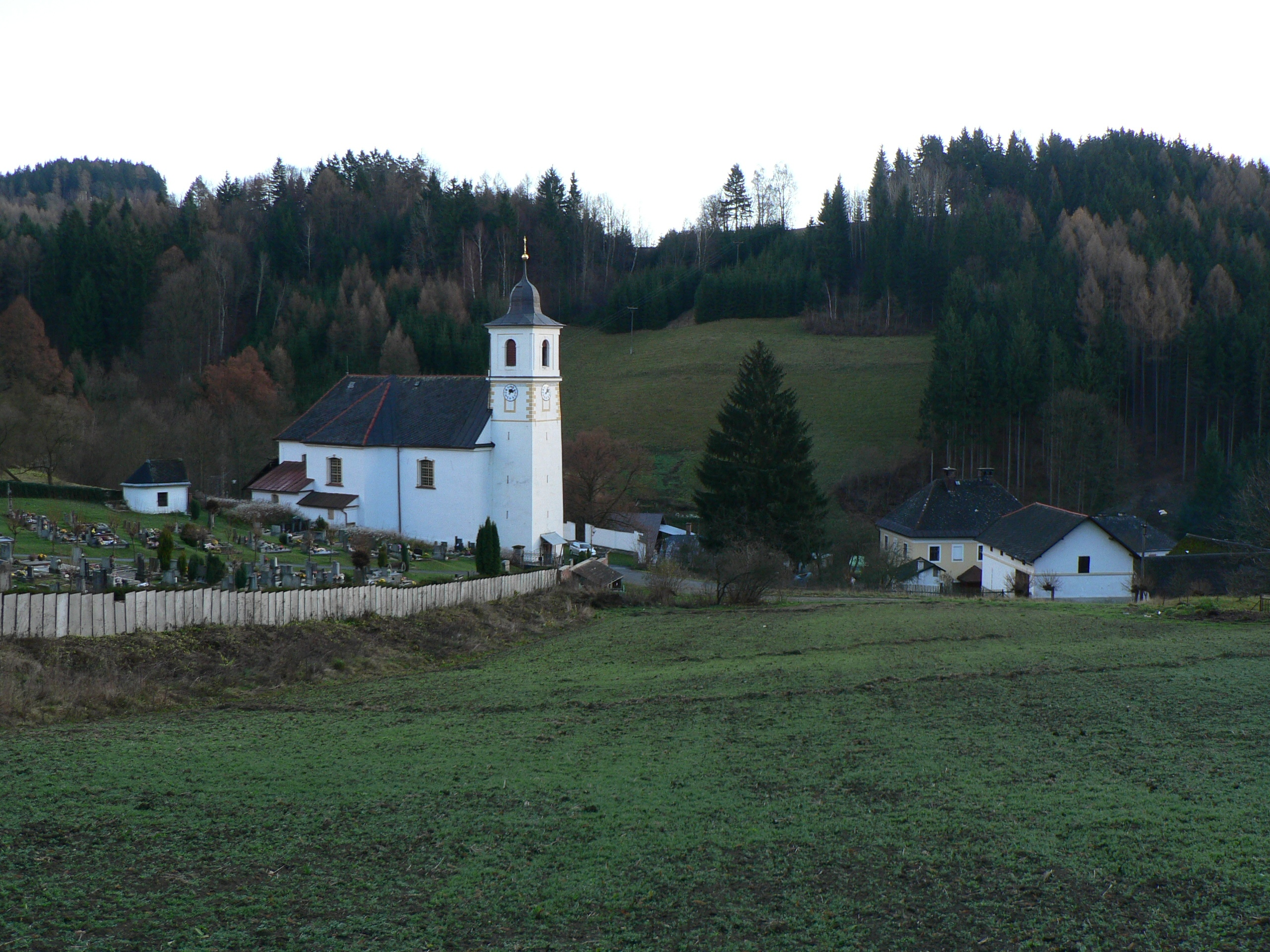
Kirche St. Nikolaus

- Kirche St. Nikolaus, erbaut 1656, 1783 barock umgestaltet
- Burgruine Nový hrad
- ehemalige Erbrichterei

## Partnergemeinde
- Nitrianske Pravno, Slowakei

## Söhne und Töchter
- Arnold Walter (1902–1973), tschechisch-kanadischer Komponist und Musikpädagoge
- Hubert Weber (1917–1997), Naturschützer und Förster
- Hermann Langer (1919–2016), SS-Offizier
- Karl Röttel (1939–2020), deutscher Autor